# Henriette Arendt
Henriette Arendt (Königsberg, 1874. november 11. – Mainz, 1922. augusztus 22.) német írónő és rendőrnő.

## Élete
Apja Max Arendt nagykereskedő, városi tanácsos volt, aki a helyi zsidó közösség képviselőtestületének, valamint 1903 és 1913 közt a köngsbergi Szegények Központi Bizottságának (Zentral-Armenkommission) elnöke volt. Hannah Arendt filozófus unokahúga volt. Tanulmányait a felsőbb leányiskolában kezdte, majd egy éven át a genfi Ecole supérieure-ben folytatta. Hat hónapig egy berlini üzleti iskolában tanult, 1892 és 1895 közt könyvelőként dolgozott, minden bizonnyal apja cégénél. 1895-1896-ban a berlini Zsidó Kórházban ápolónőnek tanult. A képzés befejezte után ugyanitt egy évig ápolónőként dolgozott, majd átlépett a német Vöröskereszt Kaiserin-Augusta-Hospital-ába (Auguszta császárné Kórház).
1899. május 22-én kitért a zsidó vallásból s protestáns lett. Otthoni ápolóként is dolgozott, több kórház és elmegyógyintézet ápolónője volt az évek során (többek közt Kijevben), végül 1902-ben az új schömbergi tüdőgyógyászati iskolában. 1903-ban csatlakozott a felekezet nélküli stuttgarti asszisztensnővérek egyesületéhez (Stuttgarter-Hilfspflegerinnen-Verband). 1909-ben "Schwester Gerda" álnéven jelentette meg ápolónőként szerzett tapasztalatairól írt munkáját Dornenpfade der Barmherzigkeit címen.
1903. február 1-én a stuttgarti rendőrség munkatársa lett, az elfogott nők rendőrségi vizsgálataiban kellett segédkeznie, és gondoskodnia kellett az úgynevezett „elhanyagolt” nőkről. 1905-től egyre inkább foglalkozott a gyermekjóléti tevékenységgel is.
Az idők során Arendt egyre gyakrabban került konfliktusba feletteseivel, akik a lojalitás hiányával vádolták. Nehezményezték gyakori előadói tevékenységét, kritizálták iratkezelését, sikkasztással vádolták, végül 1908-ban javasolták elbocsátását. 1908 decemberében Arendt felmondott, Svájcba költözött, ahol 1909 és 1916 között árvák gondozójaként dolgozott, emellett számos előadást tartott a nemzetközi gyermekkereskedelem ellen. Rendőrtiszti emlékiratait Erlebnisse einer Polizeiassistentin címmel publikálta, a kötet széles körű nyilvános vitát váltott ki Stuttgartban.
Az első világháború kitörésekor Arendt előadókörúton volt Angliában (1914. májusától). Svájci igazolványa segítségével kezdetben svájci állampolgárnak adta ki magát, és néhány hónapig tolmácsként dolgozott a belga menekültügyi ügynökségnél. 1915 januárjában visszavonták tartózkodási engedélyét. 1915 februárjában feltehetőleg látszatházasságot kötött unokatestvérével, a francia katonatiszt Réné de Matringe-vel. Az angol hatóságok nem ismerték el a házasságot, Arendt-et 1915 májusában Londonban letartóztatták, s ügynökség vádjával hadbíróság elé állították. 1915. május 28-án Rotterdamba deportálták, ahol német útlevelet kapott.
1915 novemberétől Bécsben, a galíciai menekültek gondozóintézetében dolgozott. 1916-ban felvételi kérelmet nyújtott be a Vöröskereszthez. Mivel házasságkötése után állampolgárságát a hatóságok nem tisztázták, német útlevele ellenére nemkívánatos személynek tartották Ausztriában, és a württembergi állami rendőrség kezdeményezésére 1916. március 28-án deportálták. Beutazhatott azonban Németországba, ahol a Vöröskeresztnél dolgozott, utoljára mint főápolónő a mainzi kórházban.

## Válogatott munkái
- Menschen, die den Pfad verloren. Erlebnisse aus meiner fünfjährigen Tätigkeit als Polizei-Assistentin in Stuttgart. Kielmann, Stuttgart, 1907
- Bilder aus der Gefängniswelt. 6. kiadás. Kielmann, Stuttgart, 1908
- Mehr staatliche Fürsorge für Gefallene und Gefährdete. Der beste Weg zur Bekämpfung der Geschlechtskrankheiten. 4. kiadás. Kielmann, Stuttgart, 1908
- Dornenpfade der Barmherzigkeit. Aus Schwester Gerdas Tagebuch. 1. kiadás. Dt. Verl.-Anst, Stuttgart, 1909
- Erlebnisse einer Polizeiassistentin. 4. kiadás. Süddeutsche Monatshefte, München, 1910 (digitalizált változat)
- Kleine weiße Sklaven. Vita, Berlin-Charlottenburg, 1911
- Kinderhändler. Recherchen und Fürsorgetätigkeit vom 1. September 1911 bis 1. September 1912. 2. kiadás. Selbstverl, Stuttgart, 1912
- Meine Arbeit zum Schutze der Wehrlosen. [Berlin], 1914

## Fordítás
- Ez a szócikk részben vagy egészben  a   Henriette Arendt című német Wikipédia-szócikk ezen változatának fordításán alapul.  Az eredeti cikk szerkesztőit annak laptörténete sorolja fel. Ez a jelzés csupán a megfogalmazás eredetét és a szerzői jogokat jelzi, nem szolgál a cikkben szereplő információk forrásmegjelöléseként.